# Небезпеки моря
Небезпеки моря (англ. Perils of the Sea) — американський короткометражний пригодницький фільм режисера Джорджа Мелфорда 1913 року.

## У ролях
- Карлайл Блекуелл старший — Едвард Ленгдон
- Еліс Джойс — незначна роль
- Вільям Х. Вест — містер Ленгдон - батько
- Джордж Мелфорд — офіцер Бредфорд
- Джейн Вульф — місіс Ленгдон - мати
- Джеймс В. Хорн — Девід Ленгдон
- Біллі Родс — Ліліан